# Hebden
Hebden is een civil parish in het bestuurlijke gebied Craven, in het Engelse graafschap North Yorkshire met 309 inwoners.

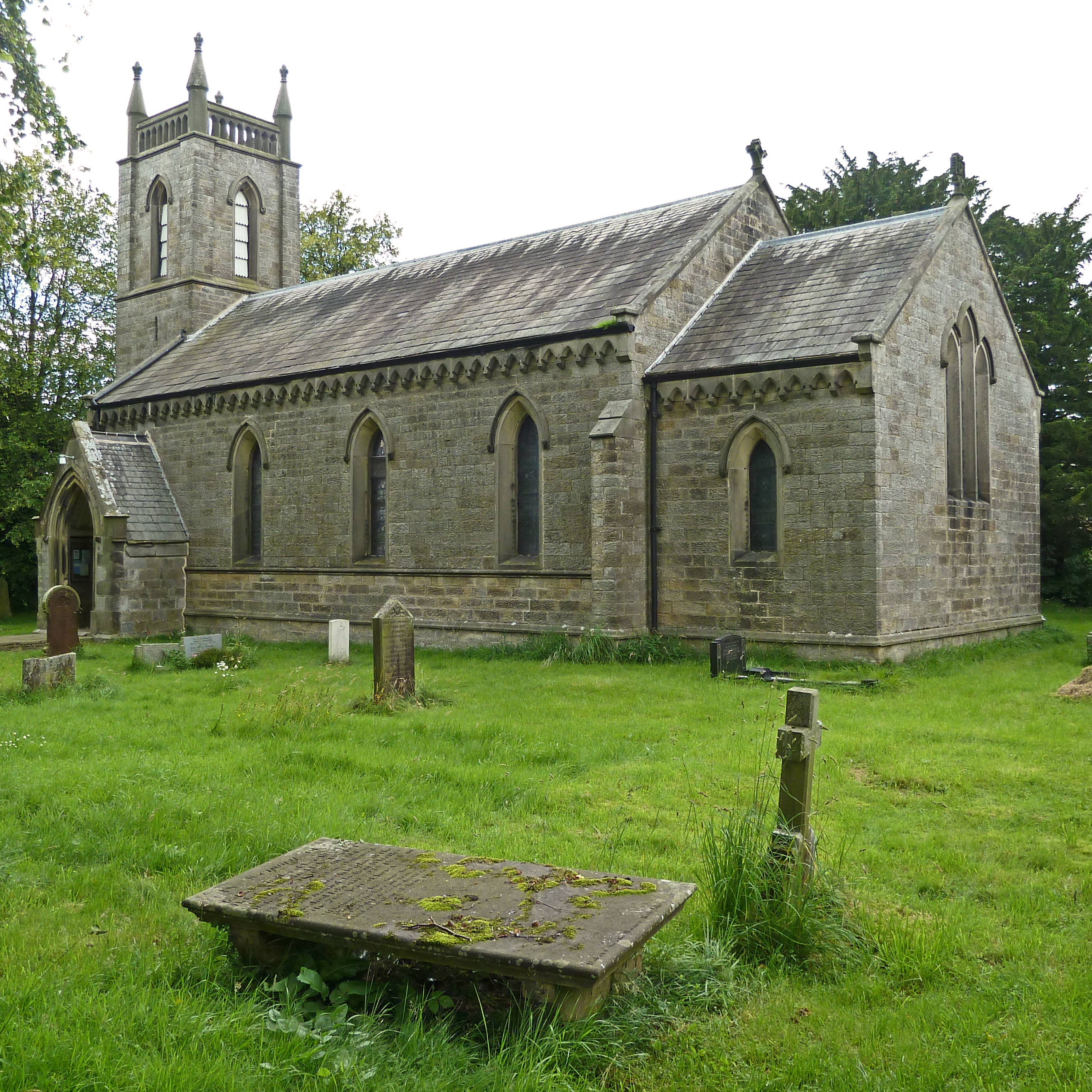
Kerk van St Peter
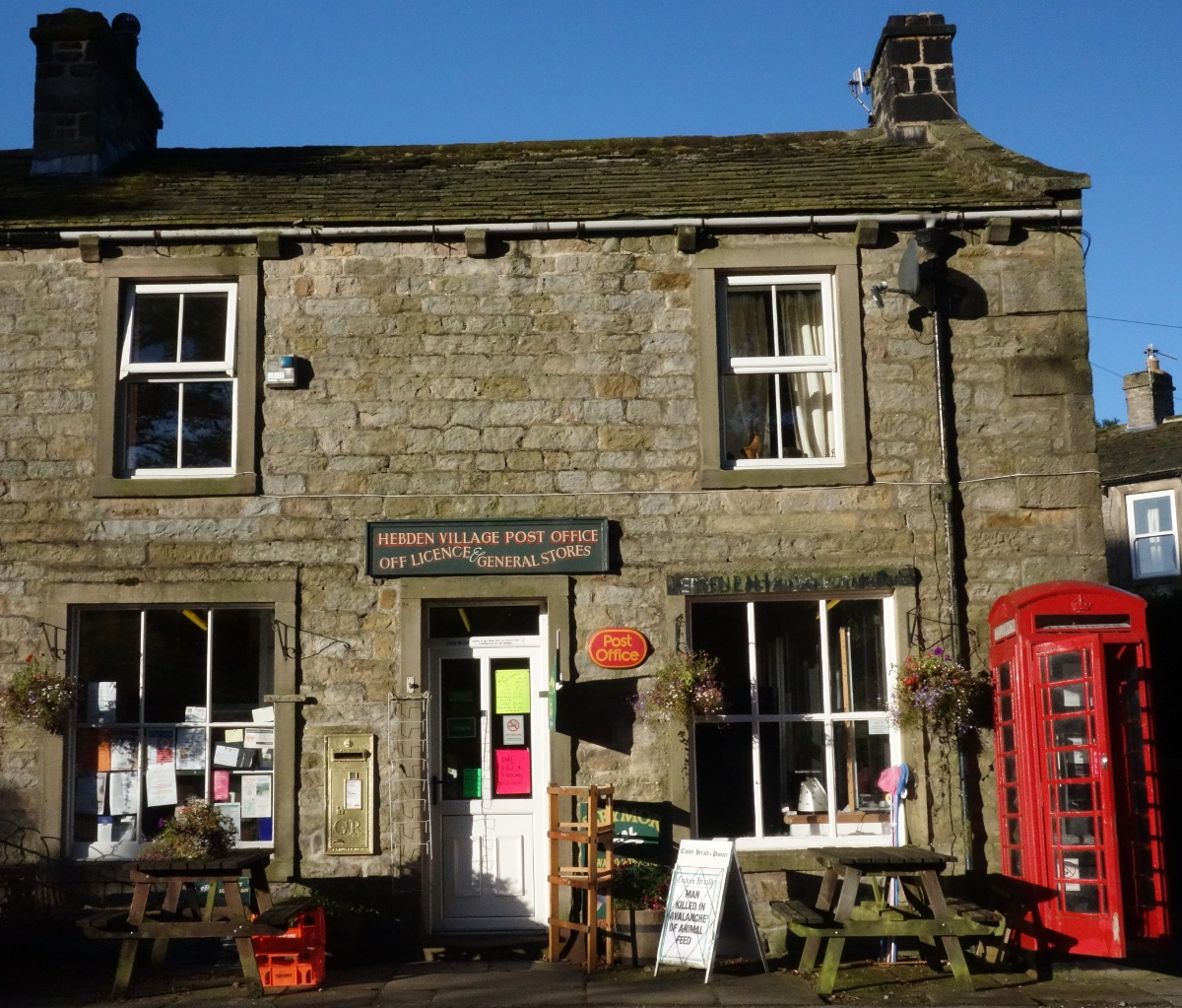
Postkantoor
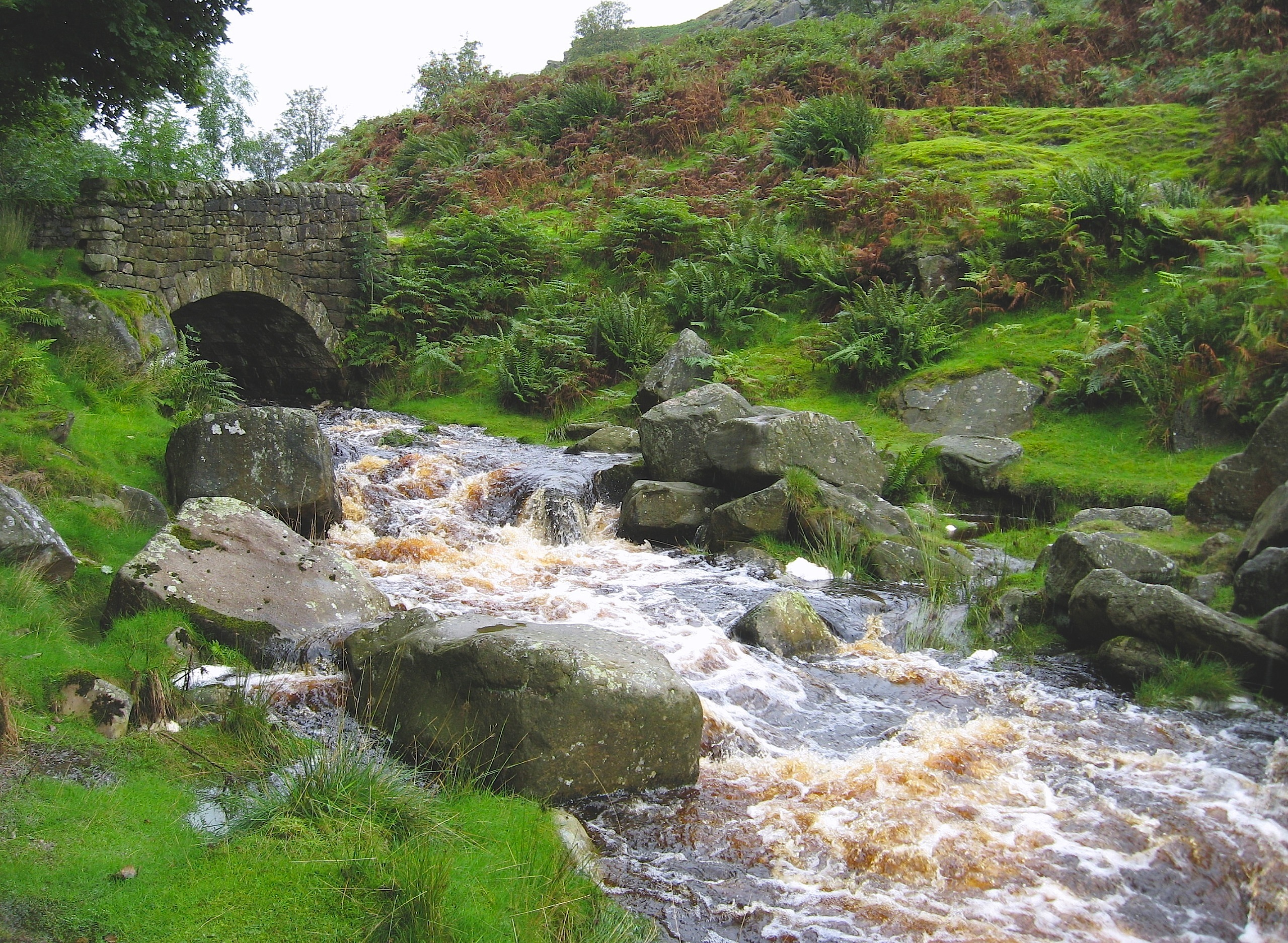
Miners' Bridge
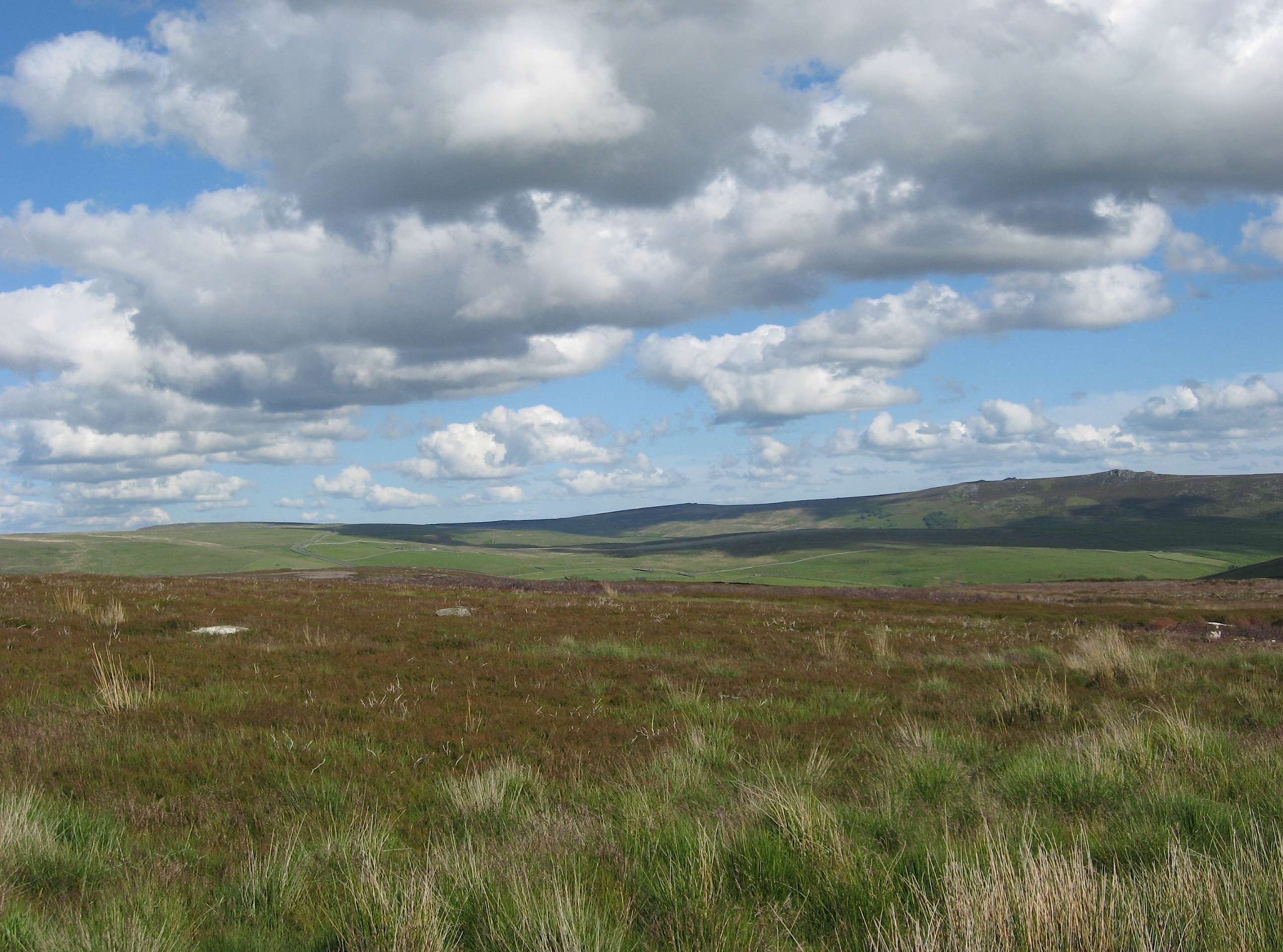
Hebden Moor